# Aslacton
Aslacton is een civil parish in het bestuurlijke gebied South Norfolk, in het Engelse graafschap Norfolk met 434 inwoners.